# 九尾の狐

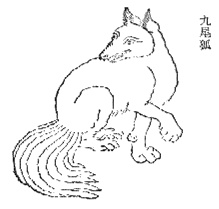
九尾狐（『山海経』より）

九尾の狐（きゅうびのきつね）または九尾狐（きゅうびこ）・九尾狐狸（きゅうびこり）は、中国に伝わる伝説上の生物。9本の尾をもつキツネの霊獣または妖怪である。
中国の各王朝の史書では、九尾の狐はその姿が確認されることが泰平の世や明君のいる代を示す瑞獣とされる。『周書』や『太平広記』など一部の伝承では天界より遣わされた神獣であるとされる。
夏王朝の始祖・禹（う）の婚姻伝説に遡る。『呉越春秋』によれば、禹が30歳で未娶だった時、塗山（現河南省嵩県付近）で九尾の白狐に出会う。これを「王者の証」とする祥瑞と解し、塗山氏の娘・女嬌（じょきょう）を娶ったとされる。
また、物語のなかでは殷の妲己や日本の玉藻前のように美女に変化して人々の世を惑わす悪しき存在の正体であるともされ、よく知られている。

## 中国

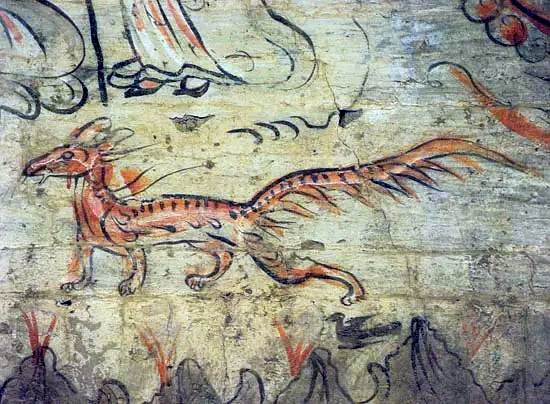
丁家閘壁画墓（酒泉市）に描かれた九尾狐

中国における古い記述例に、『山海経』（南山経）での九尾狐がある。「（青丘山には）獣がいる。外形は狐のようで、尾は九本。鳴き声は嬰児のようで、よく人を食う。（この獣を）食べた者は蠱毒（あるいは邪気）を退ける」と記述されている。『山海経』では、ほかに海外東経・大荒東経に名称の記述がある。人を食べるという箇所があるが、霊験として辟邪の要素を付与されており、瑞獣のあつかいとなっている。
『白虎通』では、時の皇帝の徳が良いと世の中に現われる瑞獣の一つとされ、「九」という数字は子孫繁栄を示しているともあり、陽数を持った瑞兆を示す霊獣であるとしている。
大禹が30歳で未婚の時、塗山（現在の安徽省蚌埠市懐遠県または重慶市南山とされる）で塗山氏の娘・女嬌（じょきょう）と出会う。『呉越春秋』では九尾の白狐が現れ「王者の証」と解釈した禹が求婚したと記す。婚姻後わずか4日で禹は治水の旅へ出発し、三過家门而不入（三度自宅の前を通りながら中に入らない）という自己犠牲の精神が後世に称賛された。
武王を主役とした物語『武王軍談』および『封神演義』などの小説、その源流となった元時代の『武王伐紂平話』や明時代の『春秋列国志伝』などでは、殷王朝を傾けたとされる美女・妲己の正体が九尾の狐（九尾狐、九尾狐狸）であるとされている。これらの物語あるいはそれを下地とした書物での記述が、のちの時代には漢文圏で広く知られるようになった。
清の光緒年間に書かれた酔月山人『狐狸縁全伝』（1888年）にもこれを踏まえた九尾狐が登場し、千年修行すると尾が一本増え、一万年修行をすると黒かった毛が白くなるとされている。

## 日本

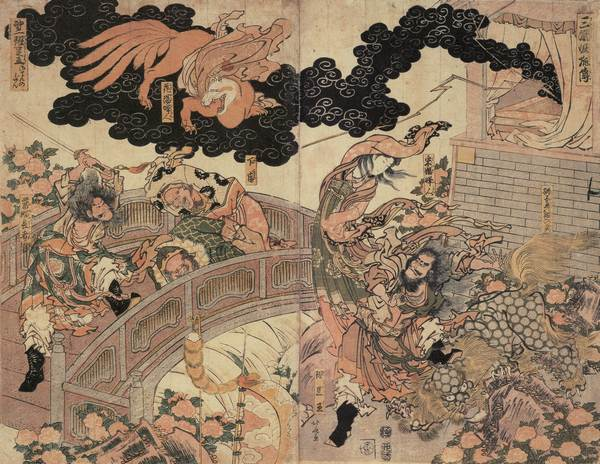
葛飾北斎『三国妖狐伝 第一斑足王ごてんのだん』 玉藻前の前身である天竺の華陽夫人が九尾の狐の正体を現し逃走する図

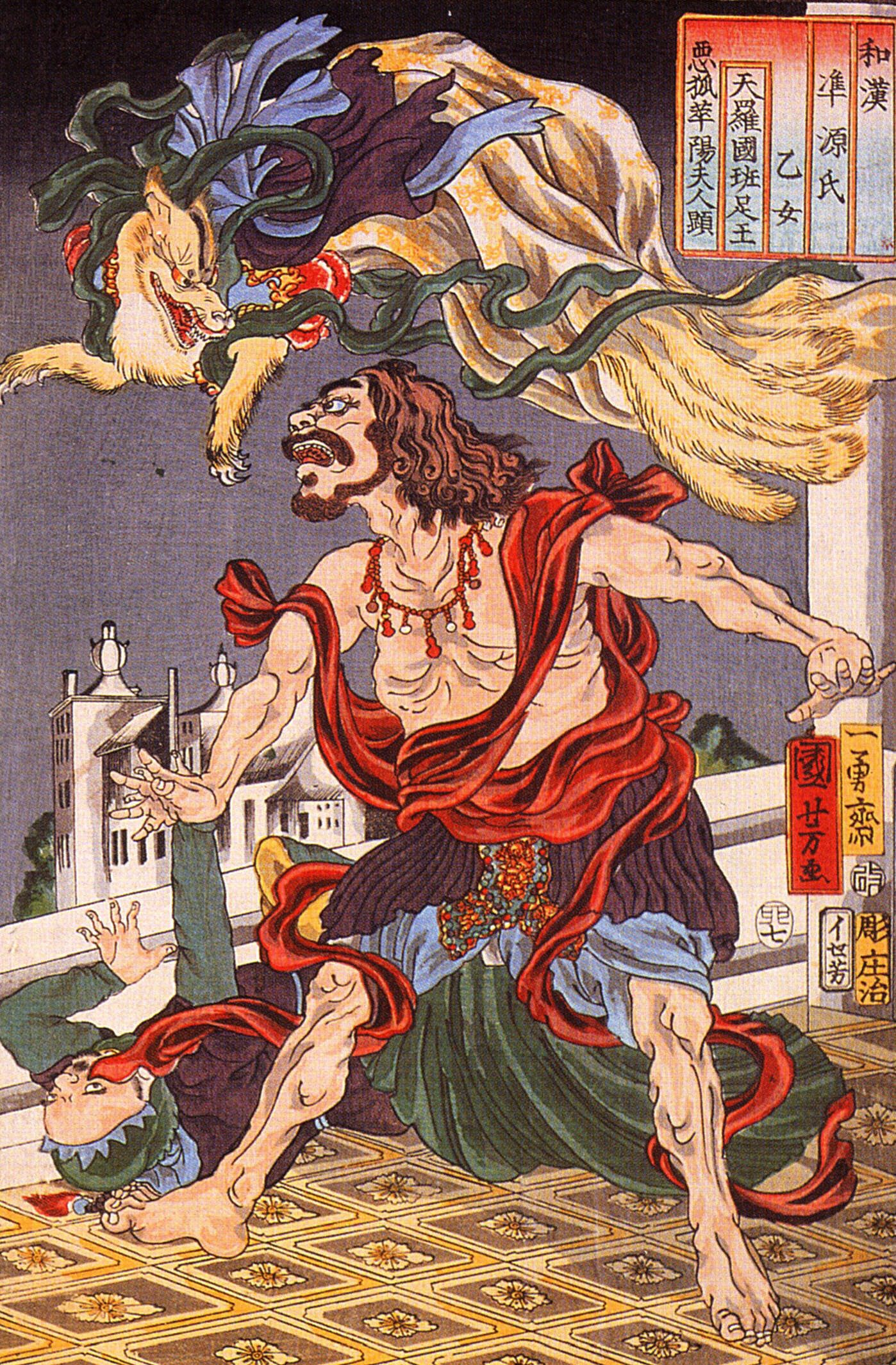
斑足王と九尾の狐。歌川国芳の浮世絵より

那須塩原駅前にある九尾の狐の石像。

日本でも九尾狐は瑞獣とされていた。『延喜式』の治部省式祥瑞条には「九尾狐」の記載があり「神獣なり、その形赤色、或いはいわく白色、音嬰児の如し」とある。
一方、日本では邪悪な九尾の狐の妖怪として玉藻前の登場する物語が有名である。平安時代に鳥羽上皇に仕えた玉藻前という美女の正体が「狐」であったという物語は、14世紀に成立した『神明鏡』にすでに見られる。しかし、室町時代の『玉藻物語』などでは尾が2本ある7尺の狐という描写であり、九尾の狐とは明言されていない。「玉藻前＝九尾の狐」となったのは、妲己が九尾狐であるという概念を玉藻前の物語に取り入れた江戸時代以降だと考えられる（妲己・九尾狐と玉藻前とについては、江戸時代前期に林羅山が『本朝神社考』の「玉藻前」の項目で『武王伐紂平話』の話を引いている）。玉藻前の正体が九尾の狐であるという設定の物語を日本に定着させたのは、読本作家の高井蘭山が著した読本『絵本三国妖婦伝』（1803年～1805年）や岡田玉山『絵本玉藻譚』（1805年）などの作品である。
一方、おなじく読本作家であった曲亭馬琴は『南総里見八犬伝』において善玉である九尾の狐「政木狐」を登場させている。馬琴は玉藻前に代表される悪玉のイメージは『封神演義』などの物語に影響された近年のものであるとして退け、史書などを活用し、九尾の狐は元来瑞獣であるという考証を作品や随筆のなかで展開している。馬琴のように、本来は神獣だった九尾の狐が、物語において悪い狐だと定義されるのは俗説・荒唐無稽な創作である、という論考はそれ以前からもたびたび学者や文筆家などが指摘している。

## 朝鮮
朝鮮半島でも中国の古典作品の影響があり、九尾狐はそのままクミホ（구미호、九尾狐）と呼ばれ知られている。物語においてクミホは美少女の姿に化けて男性をたぶらかしその命を奪う、悪意ある存在として描かれる。クミホは人間になりたいと願っており、男性の命を奪うのも1000人分の心臓ないし肝を食すことで人間になるためという。
実在の道士で学者である田禹治（チョン・ウチ、14?? - 15??）は、クミホに愛されたという伝説が残っている。クミホは亡くなる直前、彼に特殊な玉（狐珠）を贈る。その効果によって「この世の理致に到達した道人」になったと語られている。この伝説をモチーフとし、1994年に『KUMIHO/千年愛（朝鮮語: 구미호 (영화)）』が、2010年に『僕の彼女は九尾狐』という作品が制作された。

## ベトナム
ベトナムにも中国の古典作品の影響があり、九尾狐（Cửu vĩ hồ）と呼ばれる妖怪が知られる。この九尾狐は、ハノイのタイ湖（西湖）に棲んでいたが、玄天鎮武神（真武大帝）によって退治された。玄天鎮武神は国内各地の真武廟に祀られている。最も古い真武廟は、ハノイの真武観（Den Quan Thanh）で、北宋年間に建てられたとされる。1472年にタイ湖（西湖）の南岸に移築された。